# 98
98（九十八、きゅうじゅうはち、ここそじあまりやつ）は自然数、また整数において、97の次で99の前の数である。

## 性質
- 98 は合成数であり、正の約数は 1, 2, 7, 14, 49, 98 である。
  - 約数の和は171。
    - 約数の和が奇数になる16番目の数である。1つ前は81、次は100。
    - 約数の和が回文数になる10番目の数である。1つ前は96、次は130。(オンライン整数列大辞典の数列 A028980)

  - 約数を6個もつ15番目の数である。1つ前は92、次は99。
- 98 = 14 + 24 + 34
  - 3連続整数の4乗和で表せる数である。自然数の範囲では最小、0を含むとき1つ前は17、次は353。
  - 98 = 04 + 14 + 24 + 34
    - 0を含めた4連続整数の4乗和とみたとき最小、ただし負の数を含むとき1つ前は18、次は354。

  - 自然数の4乗和とみたとき1つ前は17、次は354。
  - n = 4 のときの 1n + 2n + 3n の値とみたとき1つ前は36、次は276。
- 1/98 = 0.0102040816326530612244897959183673469387755… (下線部は循環節で長さは42)
  - 逆数が循環小数になる数で循環節が42になる2番目の数である。1つ前は49、次は127。
- 約数の和が98になる数は2個ある。(52, 97) 約数の和2個で表せる8番目の数である。1つ前は80、次は104。
- 偶数のノントーシェントである。1つ前は94、次は114。
- 各位の和が17になる2番目の数である。1つ前は89、次は179。
  - 偶数という条件をつけると各位の和が17になる最小の数である。
- 98 = 2 × 72
  - n = 2 のときの n × 7n の値とみたとき1つ前は7、次は1029。(オンライン整数列大辞典の数列 A036293)
  - n = 2 のときの 2 × 7n の値とみたとき1つ前は14、次は686。(オンライン整数列大辞典の数列 A109808)
  - n = 7 のときの 2n2 の値とみたとき1つ前は72、次は128。(オンライン整数列大辞典の数列 A001105)
  - 2つの異なる素因数の積で p2 × q の形で表せる14番目の数である。1つ前は92、次は99。(オンライン整数列大辞典の数列 A054753)
- 98 = 12 + 42 + 92 = 32 + 52 + 82
  - 3つの平方数の和2通りで表せる16番目の数である。1つ前は94、次は102。(オンライン整数列大辞典の数列 A025322)
  - 異なる3つの平方数の和2通りで表せる9番目の数である。1つ前は94、次は105。(オンライン整数列大辞典の数列 A025340)
  - 98 = 12 + 42 + 92
    - n = 2 のときの 1n + 4n + 9n の値とみたとき1つ前は14、次は794。(オンライン整数列大辞典の数列 A074515)

  - 98 = 32 + 52 + 82
    - n = 2 のときの 3n + 5n + 8n の値とみたとき1つ前は16、次は664。(オンライン整数列大辞典の数列 A074553)
- 98 = 53 − 33
  - 連続素数の立方数の差で表せる2番目の数である。1つ前は19、次は218。(オンライン整数列大辞典の数列 A129701)
- 98 = 102 − 2
  - n = 2 のときの 10n − n の値とみたとき1つ前は9、次は997。(オンライン整数列大辞典の数列 A024115)
  - 素数 p = 2 のときの 10p − p の値とみたとき最小、次は997。(オンライン整数列大辞典の数列 A088736)

## その他 98 に関連すること
- 年始（1月1日）から98日目は平年では4月8日、閏年では4月7日。
- 原子番号 98 の元素はカリホルニウム (Cf)。
- 硫酸の分子量は 98g/mol。
- 第98代天皇は長慶天皇である。
- 第98代ローマ教皇はパスカリス1世（在位：817年1月25日～824年2月11日）である。
- 日本の第98代内閣総理大臣は安倍晋三である。
- NEC のパーソナルコンピュータに、一世を風靡したものとして、通称 98（キューハチ/キュッパチ）とも呼ばれるPC-9800シリーズがある。現在はAT互換機の 98NX としてその名が残っている。
- オペレーティングシステム「Windows 98」はマイクロソフトが1998年に発売した。
- BEMANIシリーズに楽曲提供をしているユニット、98は96と肥塚良彦によるユニット。名称の由来は96に肥塚の愛称である王子(の数字による語呂合わせの02)を足したことによる。
- クルアーンにおける第98番目のスーラは明証である。